# Polyus
PJSC Polyus (Russisch: ПАО "Полюс") is een groot Russisch goudmijnbedrijf. Het is de grootste producent in het land en staat op de 7e plaats in de wereldwijde ranglijst van goudproducenten.

## Activiteiten
Alle activiteiten en goudreserves liggen in Rusland. Het bedrijf telt vijf dagbouwmijnen waar het goud wordt gewonnen.
In 2020 werd 2,77 miljoen ounces goud geproduceerd. In de Polyus mijnen in Siberië ligt nog ongeveer 100 miljoen ounces winbaar goud. Alleen Barrick Gold heeft grotere reserves. De reserves van Polyus zijn groot genoeg om de huidige productie nog ruim 30 jaar vol te houden. Het bedrijf telde in 2020 ruim 20.000 medewerkers. Het verloop van het personeel is hoog, in 2020 was dit 21%.
De drie grootste en belangrijkste goudmijnen van het bedrijf zijn Olimpiade, Blagodatnoye en Natalka. De eerste twee liggen in het zuiden van de Kraj Krasnojarsk. Olimpiade ligt op 500 kilometer ten noorden van de stad Krasnojarsk en levert ongeveer 40% van al het goud voor het bedrijf. Natalka en Blagodatnoye hebben allebei een aandeel van ongeveer 15% in de goudproductie, deze laatste mijn ligt op 25 kilometer ten noorden van Olimpiade.
In 2017 kreeg het bedrijf het recht Sukhoi Log te exploiteren. Deze mijn in de Oblast Irkoetsk is de grootste ter wereld met reserves van zo'n 40 miljoen ounces. Polyus moet nog grote investeringen doen en productie wordt pas omstreeks 2027 verwacht.

### Resultaten
De omzet van het bedrijf is vrijwel uitsluitend afkomstig van de goudverkopen. De goudproductie per jaar wijkt marginaal af van de goudverkopen en deze zijn met zo'n 30% gestegen tussen 2012 en 2017. De goudprijs is echter gedaald waardoor de omzet stabiel is gebleven. Omdat de goudprijs in Amerikaanse dollars staat genoteerd, rapporteert het bedrijf ook de resultaten in deze valuta. Alle activiteiten zijn in Rusland en het grootste deel van de kosten luiden in Russische roebels waardoor wisselkoersveranderingen tussen de roebel en dollar een significant effect hebben op de resultaten. De bijna verdubbeling van de investeringen in 2017 is vooral veroorzaakt door extra uitgaven voor de nieuwe Natalka mijn in de Oblast Magadan. In 2018 leed het bedrijf grote wisselkoersverliezen, een winst van US$ 130 miljoen in 2017 sloeg om in een verlies van US$ 517 miljoen in 2018.
| Jaar | Goudverkopen (× 1000 ounce) | Omzet | Nettoresultaat | Nettoresultaat (geschoond) | Investeringen |
| ---- | --------------------------- | ----- | -------------- | -------------------------- | ------------- |
| 2012 | 1571                        | 2680  | 965            | 978                        | 809           |
| 2013 | 1631                        | 2329  | 143            | 565                        | 1438          |
| 2014 | 1691                        | 2239  | -182           | 615                        | 525           |
| 2015 | 1768                        | 2189  | 1119           | 901                        | 268           |
| 2016 | 1915                        | 2458  | 1445           | 952                        | 468           |
| 2017 | 2158                        | 2721  | 1241           | 1015                       | 804           |
| 2018 | 2333                        | 2915  | 474            | 1326                       | 736           |
| 2019 | 2878                        | 4005  | 1944           | 1587                       | 630           |
| 2020 | 2817                        | 4998  | 1648           | 2332                       | 653           |
| 2021 | 2736                        | 4966  | 2278           | 2287                       | 928           |

## Geschiedenis
In maart 2006 splitste Norilsk Nickel de goudactiviteiten af en deze gingen verder onder de naam Polyus Gold (Полюс Золото). In mei 2006 kreeg het bedrijf een notering op de Beurs van Moskou en in december van hetzelfde jaar kreeg het ook een notering op de London Stock Exchange.
In 2009 kocht Soelejman Kerimov 37% van de aandelen Polyus van Vladimir Potanin, de grote man achter Norilsk Nickel. Hij breidde zijn belang verder uit en kreeg met 82% van de aandelen een meerderheidsbelang. De aandelen staan op naam van zijn zoon Said. In 2016 werd de naam gewijzigd van Polyus Gold in Polyus.
In april 2018 kwam Kerimov, op de Amerikaanse sanctielijst tegen Rusland. Hij is een vertrouweling van Vladimir Poetin. Doordat zijn naam op deze lijst werd vermeld, daalde de aandelenkoers van Polyus met een kwart.
OP 3 maart 2022 maakte de London Stock Exchange (LSE) bekend de notering van 27 Russische bedrijven te staken, waaronder die van Polyus. Dit was een indirect gevolg van de Russische invasie van Oekraïne in 2022 die op 24 februari begon. Op 23 februari 2022 stond de koers nog op US$ 83,10 en op 2 maart was deze gedaald naar US$ 3,90 op de LSE.
Acron ·
Aeroflot ·
AFK Sistema ·
ALROSA ·
Bashneft ·
Beurs van Moskou ·
DIXY ·
FGC UES ·
FosAgro ·
Gazprom ·
Inter RAO UES ·
LSR Group ·
LUKOIL ·
Magnit ·
Mechel ·
MegaFon ·
MMK ·
Mosenergo ·
MTS ·
M.video ·
Moskou Credit Bank ·
Norilsk Nikkel ·
Novatek ·
Novolipetsk Steel ·
Oeralkali ·
PIK Group ·
Polymetal ·
Polyus ·
Rosneft ·
Rosseti ·
Rostelecom ·
RusHydro ·
Rusagro ·
Rusal ·
Sberbank ·
Severstal ·
Soergoetneftegaz ·
Tatneft ·
TMK ·
Transneft ·
VTB bank ·
Unipro ·
United Wagon Company ·
Yandex ·
Zeehandelshaven van Novorossiejsk